# アルジェリア共和国暫定政権

アルジェリア共和国
للجمهورية الجزائرية (ベトナム語)
 République algérienne (フランス語)

国歌: قَسَمًا（アラビア語）
誓い

アルジェリア共和国暫定政権（アルジェリアきょうわこくざんていせいけん、アラビア語：الحكومة المؤقتة للجمهورية الجزائرية、ح م ج ج、フランス語: Gouvernement provisoire de la République algérienne、GPRA）は、アルジェリア戦争（1954年 - 1962年）の後半期におけるアルジェリアのアルジェリア民族解放戦線（FLN）の亡命政府であった。

## 創設と目的
アルジェリア共和国暫定政権は1958年9月19日、FLNによりエジプトのカイロで設立された。初代大統領は穏健な民族主義者フェラ・アッバースで、最終的に絶望しFLNの武力闘争に参加するまでは数十年にわたりフランスの植民地体制を平和裏に改革しようと努めていた。一旦1960年に再選されたが、既に翌年には干され、アルジェリアの独立を表明しながら大統領職を務めたベニュセフ・ベンヘッダに取って代わられた。
アルジェリア共和国暫定政権の目的は、FLNのために外交上・政治的手法として活動する、共感する国を広めることにあった（そうした国の中にはナセル主義のエジプトなどのアラブ諸国やパキスタンのような隣接するモロッコやチュニジアがあった）。本部はチュニスにあったが、外交官は各国政府へのロビー活動を行い地元の支援組織を組織しようとして殆どの主要な世界の首都にいた。中にはアルジェリアがフランスの枠内で自治権を与えられる住民投票を行おうとするフランスのシャルル・ド・ゴール大統領による提案に反対して先手を打った外交上の攻撃を行おうとする者がいた。

## 独立後の解散
戦後内紛がFLNの兵卒の間で勃発した。アルジェリア共和国暫定政権のベンヘッダが、簡単にアルジェリアで権力を掌握したが、全国を掌握した権力ではなかった。1962年後半、ウアリ・ブーメディエン大佐が支配する民族解放軍（ALN）を背景にベン・ベラが対抗勢力（FLNの政治局）を組織することで権力を掌握するとアルジェリア共和国暫定政権は解散した。軍を背景にした乗っ取りに抵抗するアルジェリア共和国暫定政権の政治家と従うゲリラ部隊の意図は、短いが激しい内紛に押し潰された。ブーメディエンに強要された妥協は、暫定政権の殆どが拡大政治局に加わるというもので、アルジェリア共和国暫定政権自体は解散した。ベン・ベラの支配する一党制は、憲法が新しい共和国で承認されると、この時に成立した。
このことが戦時のアルジェリア共和国暫定政権と現在のアルジェリアの組織的な連続性を破壊したと主張する人がいる一方でアルジェリアの大統領職と政府は、依然として通常アルジェリア共和国暫定政権の独立後の後継政権とみなされている。

## アルジェリア共和国暫定政権閣僚一覧
アルジェリア共和国暫定政権はFLN内の権力の移行を反映してある程度閣僚の交代を1960年と1961年に二回行った。下記はアルジェリア共和国暫定政権の3度の一覧である。

### 第1期：1958年-1960年
- フェラ・アッバース（英語版） - 大統領
- クリム・ベルカセム（英語版） - 副大統領兼軍務大臣
- ベン・ベラ - 副大統領
- オシン・アイ・アハメド（英語版） - 副大統領
- ラバハ・ビタ（英語版） - 副大統領
- モハメド・ブディアフ（英語版） - 国務大臣
- モハメド・ヒデル（英語版） - 国務大臣
- モハメド・ラミン・デバギン（英語版） - 外務大臣
- マハムード・シェリフ（英語版） - 軍備・食糧大臣
- ラハダル・ベン・トッバル（英語版） - 内務大臣
- アブデラフィド・ブスフ（英語版） - 総合関係・通信大臣
- アブデラミド・メヘリ（英語版） - マグリブ担当大臣
- アハメド・フランシス（英語版） - 経済・金融大臣
- ムハメド・ヤジド（英語版） - 情報大臣
- ベニュセフ・ベンヘッダ（英語版） - 社会問題担当大臣
- アハメド・テヒフィク・エル・マダニ（英語版） - 文化大臣
- ラミン・ヘネ（英語版） - 国務大臣
- オマル・ウッセディク（英語版） - 国務大臣
- ムスタファ・スタンブリ（英語版）

### 第2期：1960年-1961年
- フェラ・アッバース（英語版） - 大統領
- クリム・ベルカセム（英語版） - 副大統領兼外務大臣
- ベン・ベラ - 副大統領
- オシン・アイ・アハメド（英語版） - 副大統領
- ラバハ・ビタ（英語版） - 副大統領
- モハメド・ブディアフ（英語版） - 国務大臣
- モハメド・ヒデル（英語版） - 国務大臣
- サイド・モハメディ（英語版） - 国務大臣
- アブデラミド・メヘリ（英語版） - 社会・文化担当大臣
- アブデラフィド・ブスフ（英語版） - 軍備・総合関係大臣
- アハメド・フランシス（英語版） - 経済・金融大臣
- ムハメド・ヤジド（英語版） - 情報大臣
- ラハダル・ベン・トッバル（英語版） - 内務大臣

### 第3期：1961年-1962年
- ベニュセフ・ベンヘッダ（英語版） - 大統領兼経済・金融大臣
- クリム・ベルカセム（英語版） - 副大統領兼内務大臣兼外務大臣
- ベン・ベラ - 副大統領
- モハメド・ブディアフ（英語版） - 副大統領
- オシン・アイ・アハメド（英語版） - 国務大臣
- ラバハ・ビタ（英語版） - 国務大臣
- モハメド・ヒデル（英語版） - 国務大臣
- ラハダル・ベン・トッバル（英語版） - 国務大臣
- サイド・モハメディ（英語版） - 国務大臣
- サアド・ダハラブ（英語版） - 外務大臣
- アブデラフィド・ブスフ（英語版） - 軍備・総合関係大臣
- ムハメド・ヤジド（英語版） - 情報大臣

## 参照
1. ↑  アルジェリア共和国暫定政権の最初の宣言Première Déclaration du Gouvernement Provisoire Algérien（フランス語）
2. ↑  アメリカ合衆国アメリカ議会図書館 - Country Study: Algeria
3. ↑  アメリカ合衆国アメリカ議会図書館 - Country Study: Algeria
4. ↑  アメリカ合衆国アメリカ議会図書館 - Country Study: Algeria
5. ↑  Private web site - Algerian History

## 文献
- Achour Cheurfi, La classe politique algérienne, de 1900 à nos jours. Dictionnaire biographique (Casbah Editions, 2nd edition, Algiers 2006)
- Jacques Duchemin, Histoire du F. L. N. (Editions Mimouni, Algiers 2006)
- Benjamin Stora, Algeria. 1830-2000. A Short History (Cornell University Press, USA 2004)
- Alistair Horne, A Savage War of Peace. Algeria 1954-1962 (Viking 1978)